# Przykona (gemeente)
De gemeente Przykona is een landgemeente in het Poolse woiwodschap Groot-Polen, in powiat Turecki.
De zetel van de gemeente is in Przykona.
Op 30 juni 2004 telde de gemeente 4164 inwoners.

## Oppervlakte gegevens
In 2002 bedroeg de totale oppervlakte van gemeente Przykona 110,93 km², waarvan:
- agrarisch gebied: 56%
- bossen: 27%

De gemeente beslaat 11,94% van de totale oppervlakte van de powiat.

## Demografie
Stand op 30 juni 2004:
| Omschrijving                   | Totaal | Totaal | Vrouwen | Vrouwen | Mannen | Mannen |
| ------------------------------ | ------ | ------ | ------- | ------- | ------ | ------ |
| eenheid                        | aantal | %      | aantal  | %       | aantal | %      |
| inwoners                       | 4164   | 100    | 2108    | 50,6    | 2056   | 49,4   |
| bevolkingsdichtheid (inw./km²) | 37,5   | 37,5   | 19      | 19      | 18,5   | 18,5   |

In 2002 bedroeg het gemiddelde inkomen per inwoner 3098,2 zł.

## Aangrenzende gemeenten
Brudzew, Dobra, Turek, Uniejów